# Représentations diplomatiques de la Barbade

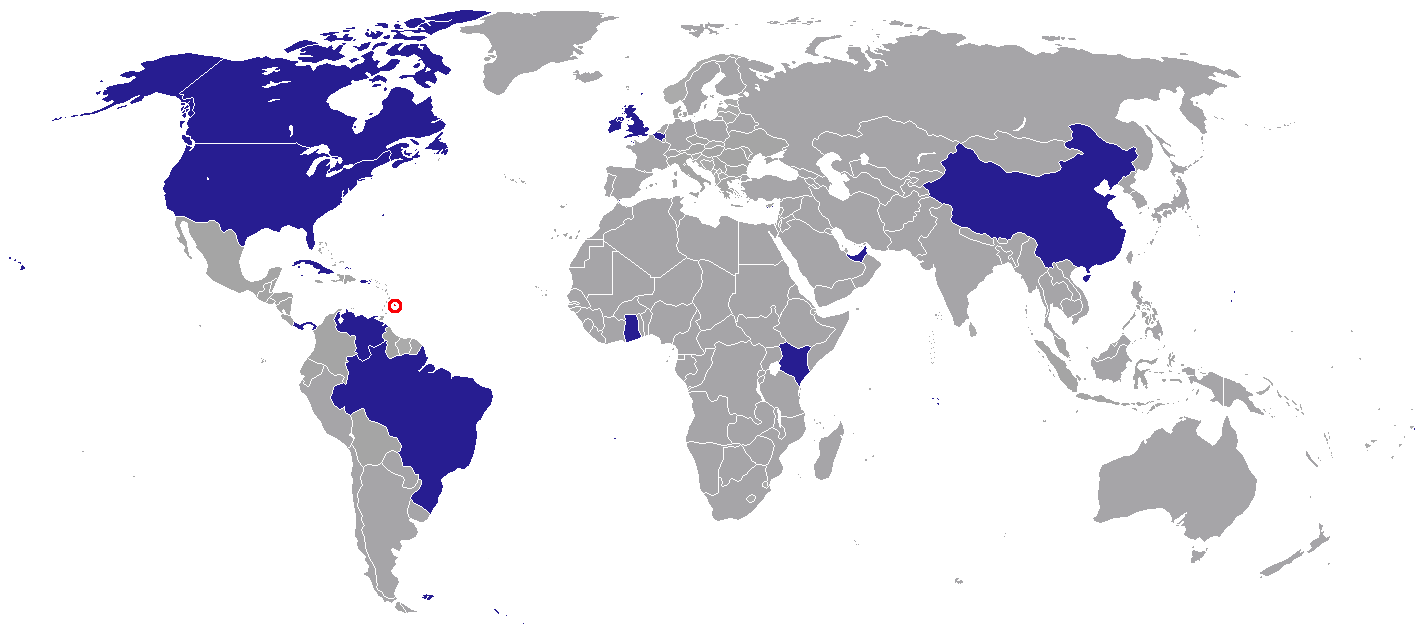
Carte des représentations diplomatiques de la Barbade :
Barbade
Pays qui hébergent une ambassade ou un haut-commissariat de la Barbade

Voici une liste des représentations diplomatiques de la Barbade. En tant qu'État membre du Commonwealth des Nations, les missions diplomatiques barbadiennes dans les capitales des autres états membres du Commonwealth sont appelées hauts-commissariats au lieu d'ambassades.

## Historique
En février 2020, les deux chefs de gouvernement de la Barbade et de Trinité-et-Tobago paraphent plusieurs accords, dont un qui prévoit le partage de diverses ressources de chancellerie diplomatique à travers le monde,.

## Afrique
| Pays  | Ville   | Représentation    | Acrréditations | Sources |
| ----- | ------- | ----------------- | -------------- | ------- |
| Ghana | Accra   | Haut Commissariat |                | [ 3 ]   |
| Kenya | Nairobi | Haut Commissariat |                | [ 3 ]   |

## Amérique

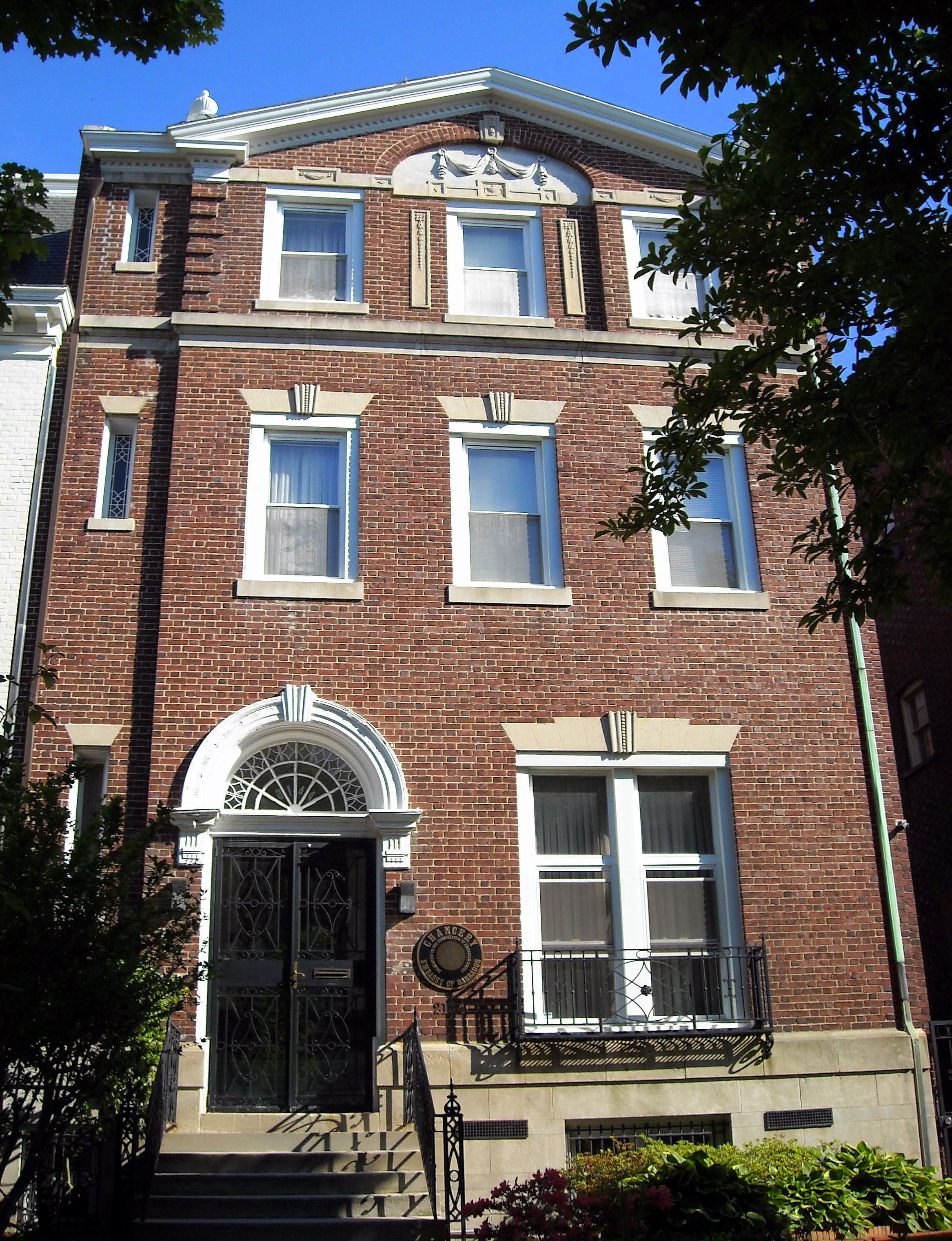
Ambassade de la Barbade à Washington.

| Pays       | Ville      | Représentation         | Acrréditations                                                                  | Sources |
| ---------- | ---------- | ---------------------- | ------------------------------------------------------------------------------- | ------- |
| Brésil     | Brasilia   | Ambassade              | - Argentine - Chili                                                             | ,       |
| Canada     | Ottawa     | Haut commissariat (en) |                                                                                 | [ 4 ]   |
| Canada     | Toronto    | Consulat général       | [ 6 ]                                                                           |         |
| Cuba       | La Havane  | Ambassade              | République dominicaine                                                          | ,       |
| Panama     | Panama     | Ambassade              | - Colombie - Costa Rica - Guatemala - Honduras - Mexique - Nicaragua - Salvador | ,       |
| Venezuela  | Caracas    | Ambassade              | - Pérou                                                                         | ,       |
| États-Unis | Washington | Ambassade (en)         | - Organisation des États américains                                             | ,       |
| États-Unis | Miami      | Consulat général       | - Organisation des États américains                                             | [ 6 ]   |
| États-Unis | New York   | Consulat général       | - Organisation des États américains                                             | [ 6 ]   |

## Asie
| Pays                | Ville     | Représentation | Acrréditations | Sources |
| ------------------- | --------- | -------------- | -------------- | ------- |
| Chine               | Pékin     | Ambassade      |                | [ 4 ]   |
| Émirats arabes unis | Abou Dabi | Ambassade      |                | ,       |

## Europe
| Pays        | Ville     | Représentation         | Acrréditations | Sources |
| ----------- | --------- | ---------------------- | --- | ------- |

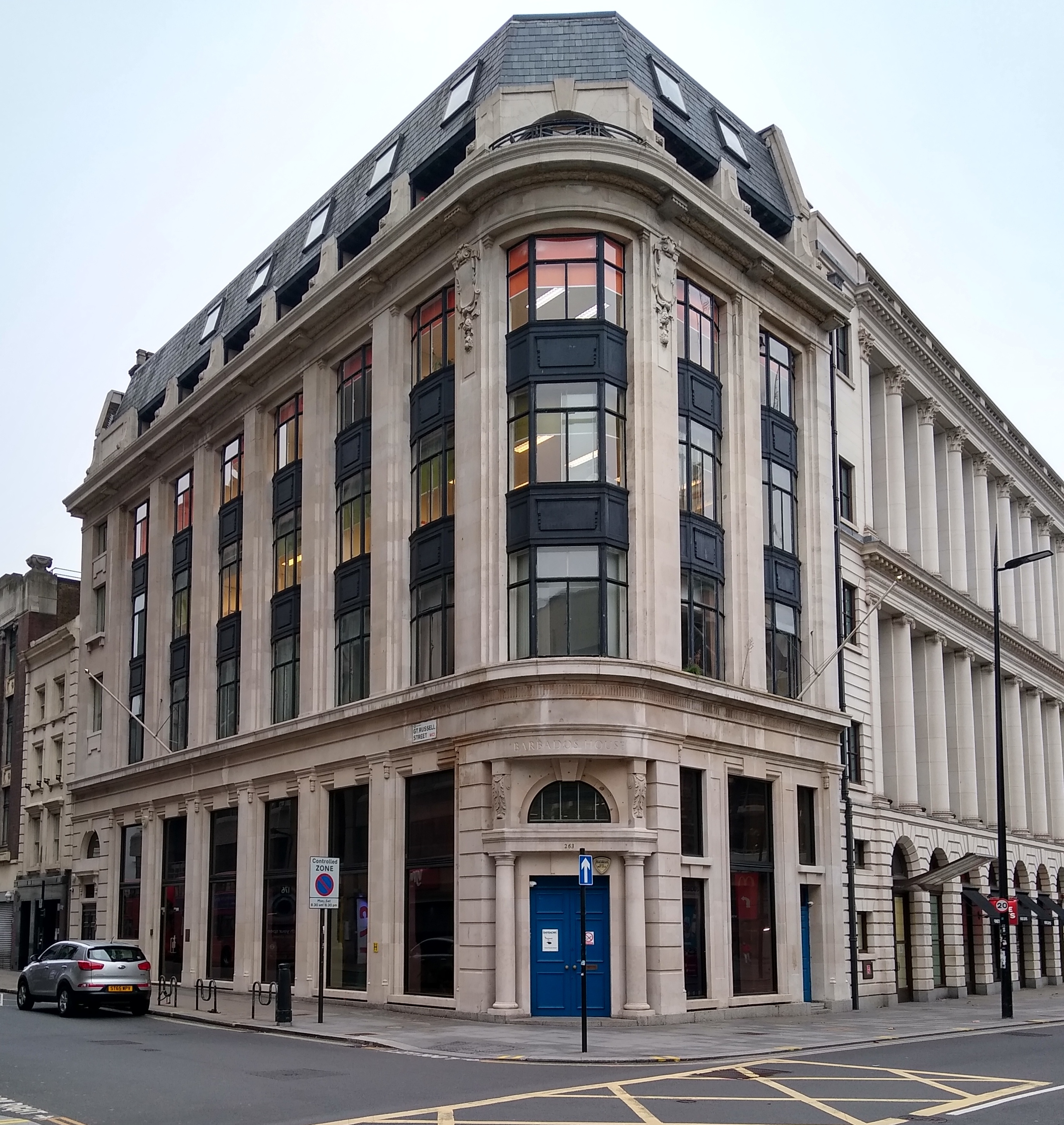
Haut-commissariat de la Barbade à Londres

| Belgique    | Bruxelles | Ambassade              | - Allemagne - Espagne - France - Luxembourg - Organisation pour l'interdiction des armes chimiques - Union européenne | ,       |
| Irlande     | Dublin    | Ambassade              | | [ 16 ]  |
| Royaume-Uni | Londres   | Haut commissariat (en) | - Afrique du Sud - Israël - Suède - Vatican                                                                           | ,       |

## Organisations internationales
| Pays          | Ville    | Pays       | Mission            | Accréditations                                                                                         | Sources |
| ------------- | -------- | ---------- | ------------------ | --- | ------- |
| Nations unies | New York | États-Unis | Mission permanente | | [ 4 ]   |
| Nations unies | Genève   | Suisse     | Mission permanente | - Autriche - Bulgarie - Organisation mondiale de la santé - Organisation mondiale du commerce - Serbie | ,       |